# Pierre Xercavins
Pierre Xercavins (* 26. September 1926; † 29. Dezember 2008) war ein französischer Bauingenieur.
Xercavins studierte ab 1946 an der École polytechnique. Er war ab 1950 in der Firma STUP von Eugène Freyssinet und  war technischer Direktor der Tochterfirma Europe Etudes, die 1961 gegründet wurde.
1997 bis 2008 war er Präsident der Association Eugéne Freyssinet.
Zu seinen Projekten gehörten Brücken und der Olympische Sportkomplex in Montreal sowie die Offshore Plattformen Ekofisk, Frigg und Ninian.
1977 gründete er sein eigenes Ingenieurbüro PX Consultants, woraus 2000 PX DAM Consultants wurde.
1990 erhielt er den Albert-Caquot-Preis und 1970 die Medaille der fip.